# Pasi Kuivalainen
Pasi Kuivalainen (* 15. Juli 1972 in Kuopio) ist ein ehemaliger finnischer Eishockeytorwart, der in seiner aktiven Zeit von 1988 bis 2004 unter anderem für KalPa Kuopio in der SM-liiga gespielt hat.

## Karriere
Pasi Kuivalainen begann seine Karriere als Eishockeyspieler in seiner Heimatstadt bei KalPa Kuopio, für das er von 1988 bis 1997 ausschließlich in der SM-liiga aktiv war. Anschließend stand der Torwart zwei Jahre lang für deren Ligarivalen Ässät Pori zwischen den Pfosten, sowie in der Saison 1999/2000 für Ilves Tampere. Es folgte ein Engagement bei den Pelicans Lahti, die er im Laufe der Saison 2002/03 verließ, um die Spielzeit bei Tappara Tampere zu beenden, mit denen er zum ersten und einzigen Mal in seiner Laufbahn  Finnischer Meister wurde. Bis Saisonende kam Kuivalainen in 18 Spielen der regulären Saison, sowie zwei Playoff-Partien zum Einsatz. Nach diesem Erfolg kehrte der Finne zu seinem Ex-Club KalPa Kuopio zurück, der mittlerweile in die zweitklassige Mestis abgestiegen war. Mit KalPa wurde Kuivalainen zum Abschluss seiner Karriere noch einmal Meister der Mestis.

### International
Für Finnland nahm Kuivalainen den U20-Junioren-Weltmeisterschaften 1991 und 1992 teil. Des Weiteren stand er im Aufgebot Finnlands bei den Olympischen Winterspielen 1994 in Lillehammer und der Weltmeisterschaft 1994.

## Erfolge und Auszeichnungen
- 1996 SM-liiga Ilta-Sanomat Star player
- 1998 SM-liiga Ilta-Sanomat Star player
- 2003 Finnischer Meister mit Tappara Tampere
- 2004 Meister der Mestis mit KalPa Kuopio

### International
- 1989 Bronzemedaille bei der U18-Junioren-Europameisterschaft
- 1994 Bronzemedaille bei den Olympischen Winterspielen
- 1994 Silbermedaille bei der Weltmeisterschaft